# Raymond Iss
Raymond Iss, né le 5 décembre 1945 à Metz, est un romancier et nouvelliste français, spécialisé dans le fantastique et la science-fiction.

## Biographie
Raymond Iss a été ingénieur en informatique dans les services de l'État français, en région Grand Est. Il vit actuellement à Nancy.
Il a commencé à écrire dans les années 1980. Des nouvelles de science-fiction, de fantastique, publiées en revues au Québec, en Belgique, puis dans Galaxies, en France. On le retrouve également dans des anthologies, aux éditions Denoël et, plus tard dans celles des éditions Rivière Blanche. Il a une prédilection pour l'uchronie.

## Œuvres

### Romans
- L'Île aux immortels (2009), éd Édilivre  (ISBN 978-2-8121-1784-8).
- Les passantes de quatre saisons (2010), éd Édilivre. (ISBN 978-2-3533-5433-7).
- Le Grand Jeu (2012), éd Édilivre. (ISBN 978-2-332-47199-4).
- La Dame de Valaumont, (2014), éd Édilivre. (ISBN 978-2-332-69907-7).
- Les roses ont menti (2016), éd. Paraiges. (ISBN 978-2-37535-000-3).
- La Cité sans nom (2017), éd. RROYZZ, prix 2017 de la Société des écrivains d'Alsace-Lorraine  (ISBN 978-2-36372-077-1).
- Le Bar des Afrancesados (2018), éd. Rivière Blanche  (ISBN 978-1-61227-769-1).
- La Princesse d'Austrasia (2019), éd. Paraiges. (ISBN 978-2-37535-103-1).
- Sol Invictus (2021) ed RROYZZ

### Recueils de nouvelles
- Coup de lune (2011), éd Édilivre. (ISBN 978-2-8121-4755-5).
- La Bulle d'Éternité (2013), préface de Stéphanie Nicot, éd. Rivière Blanche  (ISBN 978-1-61227-166-8).
- Les Gardes Rêves (2015), éd Rivière Blanche. (ISBN 978-1-61227-451-5).
- Oranges Amères (2017)  (ISBN 978-2-7466-9855-0).

### Nouvelles
Publication en France, sauf indication contraire. La plupart de ces nouvelles ont été rassemblées dans les recueils ci-dessus.
- Le train de nuit, La bête, éd Carfax Québec Canada no 10, octobre 1985.
- Le Rat, Imagine Québec Canada, no 30 octobre 1985.
- Vêtements pour dames, Calades n°63 - novembre 1985.
- Anna, Partir, Le gardien, éd. Carfax Québec Canada n° 19/20, septembre-octobre 1986.
- Ténèbres, Fiction éd Opta, no 380 novembre 1986.
- Morne plaine, Le Ponteil, Passe Temps, no 4 juin 1987.
- Le temps suspendu, Passe Temps, no 5 1988.
- La citadelle et le continent, Imagine Québec Canada, no 42 décembre 1987.
- Sauve qui peut, Magie Rouge, Bruxelles Belgique no 16 1987.
- Sortie interdite, Magie Rouge, Bruxelles Belgique no 17-18 1987-88.
- Erreur d'aiguillage, Proxima Lille, no 4 spécial 1988.
- Un temps de chien, Fiction éd Opta, no 403 décembre 1988.
- L'homme volant, Proxima Lille, no 4 juin 1989.
- Le château, Impasse de la glacière, Magie Rouge, Bruxelles Belgique, no 28-29 1990.
- Opération Galilée, Phénix Bruxelles Belgique no 25 décembre 1990.
- C'est quand l'Amérique ? Imagine Québec Canada, no 51 mars 1990.
- Les Gardes Rêves, Imagine Québec Canada, no 56 juin 1991.
- Les mains au mur, Territoires de l'inquiétude no 5, anthologie d'Alain Dorémieux éd Denoël no 5 coll Présence du Fantastique, 1992.
- Les beaux voyages de l'oncle Paul, (prix 7e Continent) Imagine Québec Canada, no 5 1992.
- Soldati de Lumina, (Soldats de Lumière), anthologie de Stéphanie Nicot "Ultimul etaj al Tenebrelor" ed Marineasa, Timisoara Roumanie 1994.
- Bas les pattes !, Territoires de l'inquiétude no 8, anthologie d'Alain Dorémieux, éd. Denoël, coll. Présence du Fantastique, 1995.
- Soldats de Lumière, Show Effroi, revue de l'association  Lueurs Mortes, no 1 1996.
- La chaise vide, Nightmares, revue de l'association Lueurs Mortes, no 1 1996.
- Ils étaient trois petits garçons, anthologie de l'association Lueurs Mortes, n°2 1996.
- Coup de lune, Imagine, Québec Canada, n°80/81, juin-septembre 1997.
- La bulle d'Éternité, Galaxies, no 8 printemps 1998,
- C'est quand l'Amérique, Phénix Belgique, no 48 1998.
- Le deuxième portique, Hyperfuturs, anthologie de la revue Galaxies, avril 2000.
- A la carte ou au menu, anthologie Ténèbres 2000, éd Naturellement, mai 2000.
- L'Ange gardien, Nouvelle Donne no 22, octobre 2000.
- Mémoires de guerre, anthologie Territoires de l'angoisse, éd Cylibris octobre 2001.
- Touché... Coulé !, anthologie "Nos pirates", Nouvelle Donne, éd Nestivqnen 2002
- Ils arrivent!, Galaxies no 39 2006.
- L'Ambassadeur, Galaxies no 42, printemps 2007.
- 410741, Galaxies No 41 2009.
- Oranges amères, Galaxies nouvelle série n°18 2012.
- Intrafolie, anthologie Virus, éd Griffe d'Encre 2013.
- Oranges amères, Dimension New York 2, anthologie de Philippe Ward, éd Rivière Blanche 2017.
- Morne Plaine, Dimension Époque contemporaine, anthologie de Medy Ligner, éd Rivière Blanche 2019.
- Le dernier rêve de Napoléon, anthologie uchronique de Stéphanie Nicot, éd. Mnémos.
- Le mariage de Robespierre, Galaxies n° 75 spécial Uchronie 2022
- Le secret du jardinier, ( recueil des meilleures nouvelles d'anticipation relatives à l'intelligence artificielle) Association ADELI 2022

### Poèmes
La plupart d'entre eux ont été publiés dans le recueil "Oranges amères".
- Pont Alexandre Trois - 1er Prix "Art et Phare" 1989.
- Ma Pomme.
- Prunier des frimas - médaille de bronze de la Haute Académie Littéraire et artistique de France 1988.
- Mercredi, jour de pluie.
- Il fait meilleur ici qu'en face - diplôme d'honneur de l'Académie Léon Tonnelier 1993.
- Images de la nuit
- Le "Z"
- Médaille d'or du Centre International de la Pensée et des Arts Français.1989 pour : Il était une fois., Voyages, Poussière, Ancre de Chine, Quartiers, De rage bruire.
- Éternels regrets.
- Metz au milieu des îles - Prix d'honneur de l'Académie Léon Tonnelier 1993
- Le pays de nulle part.
- Haïkus.